# Софтуер като услуга
Софтуер като услуга (на английски: Software as a Service, SaaS), понякога като софтуер при поискване, при възникнала необходимост (on-demand software) е модел на доставка на софтуер, при който софтуерът и асоциираните данни са хоствани централно, предимно в (интернет) облак, и са обикновено достъпни за потребителите чрез клиентска програма, например с използване на уеб браузър през интернет.
Софтуерът като услуга е обичаен модел за доставка за повечето от бизнес приложенията, включително такива за счетоводство, софтуер за съвместна работа, системи за управление на отношенията с клиенти (CRM), системи за планиране на ресурсите на предприятия (ERP), фактуриране, мениджмънт в човешките ресурси (HRM), управление на съдържанието (CM) и управление на servicedesk услуги. Софтуерът като услуга е се използва във всички водещи компании, ползващи комерсиален софтуер.

## Разпространение и ценообразуване
Моделът SaaS не се нуждае от непряка дистрибуция, тъй като не се разпространява физически и се внедрява почти незабавно, като по този начин отпада необходимостта от традиционни партньори и дистрибутори. За разлика от традиционния софтуер, който обикновено се продава като безсрочен лиценз с предварителни такси (и допълнителни такси за текуща поддръжка), доставчиците на SaaS обикновено определят цената на приложенията, като използват абонаментна такса, най-често месечна или годишна.
Сравнително ниските разходи за обучение на потребителите (т.е. за създаване на нов клиент) в среда с много наематели позволяват на някои доставчици на SaaS да предлагат приложения, използвайки модела freemium. При този модел се предоставя безплатна услуга с ограничена функционалност или обхват, а за разширена функционалност или обхват се събира такса.
Ключов фактор за растежа на SaaS е способността на доставчиците да предлагат цени, които са конкурентни на тези на локалния софтуер. Това е в съответствие с традиционната обосновка за възлагане на ИТ системи на външни изпълнители, която включва прилагане на икономии от мащаба при изпълнението на приложенията, което означава, че външният доставчик на услуги може да предложи по-добри, по-евтини и по-надеждни приложения.